# Stazione di Motta Camastra
La stazione di Motta Camastra era una fermata ferroviaria posta al km 12+773 della ferrovia Alcantara-Randazzo.

## Storia
La stazione venne aperta al servizio pubblico contestualmente alla linea nel 1959. Nonostante fosse stata costruita atta ad incroci e precedenze fu presenziata sin dall'inizio da apposito agente di custodia con funzioni limitate alla eventuale vendita di biglietti ma non attivata ai fini del movimento treni. Dalla metà degli anni ottanta la stazione divenne del tutto impresenziata, pur mantenendo il servizio merci e bagagli; in seguito anche questo servizio venne abolito. 
Chiusa definitivamente nel 2002 fu soppressa con il Decreto Ministeriale 389 con cui veniva autorizzata la dismissione definitiva della linea e delle sue infrastrutture. 
Il 5 marzo 2022 viene ufficializzata la riapertura parziale ai fini turistici dell'Alcantara - Randazzo ai sensi della legge 128/2017, per lo scopo RFI ha ricevuto un finanziamento 15 milioni di euro nell'ambito del PNRR.

## Strutture e impianti

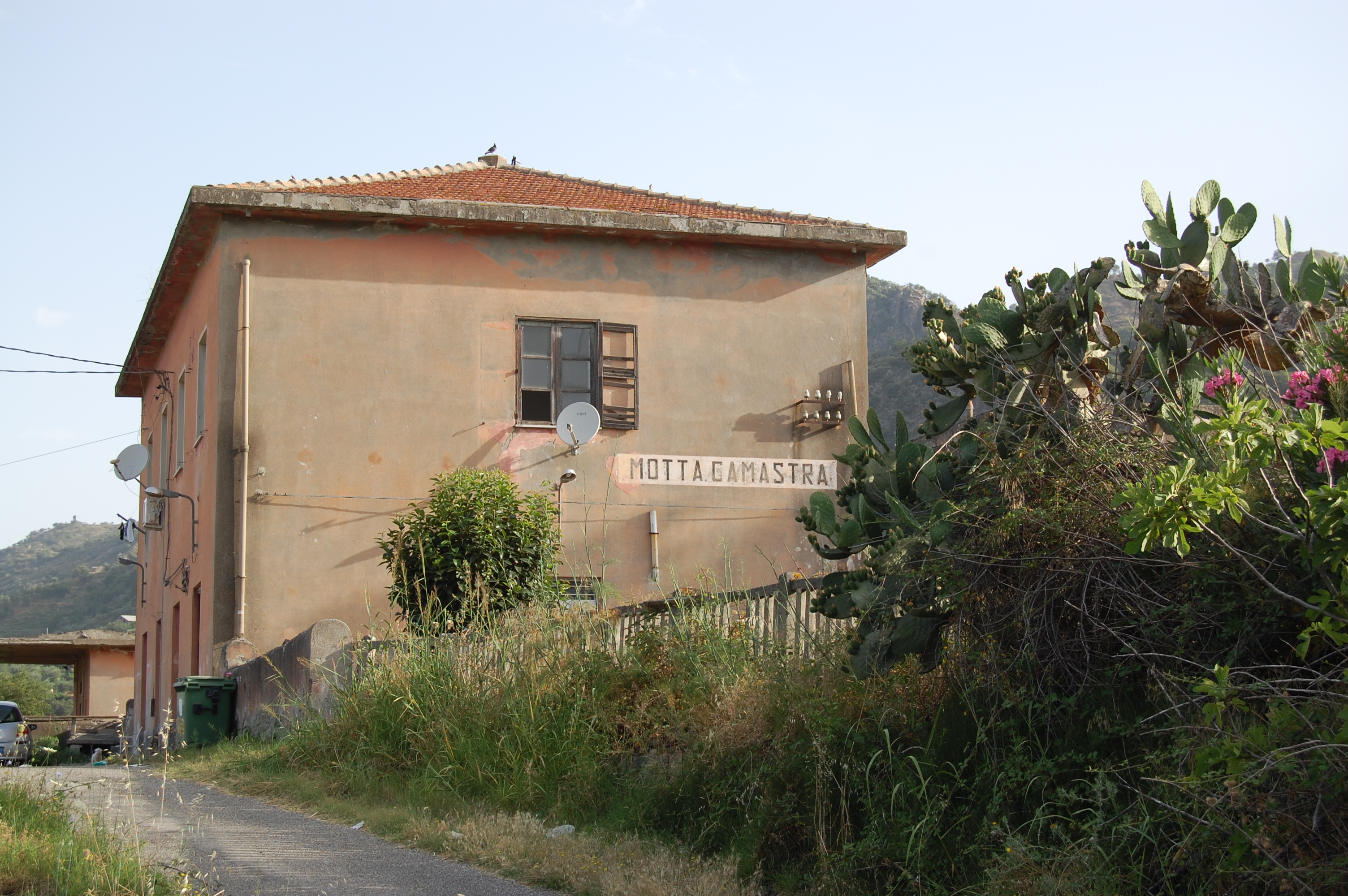
Vista laterale del fabbricato viaggiatori; a sinistra si intravede il magazzino merci con il piano caricatore

La fermata consisteva di un fabbricato viaggiatori a due elevazioni e servizi adiacenti, un magazzino merci munito di piano caricatore e sagoma limite e un ampio piazzale tuttavia mai entrati in funzione; il servizio viaggiatori e merci a piccole partite o collettame si svolgeva interamente sul primo binario di corretto tracciato.

## Movimento
Nella fermata effettuavano servizio viaggiatori tutti i treni di automotrici provenienti da Taormina-Giardini per Randazzo e viceversa. Il servizio viaggiatori era tuttavia limitato data la posizione della stazione rispetto al piccolo centro abitato, vicino ma arroccato in alto su un costone roccioso.